# 犬山市立南部中学校
犬山市立南部中学校（いぬやましりつ なんぶちゅうがっこう）は、愛知県犬山市大字羽黒新田にある公立中学校。

## 学区
- 犬山市立羽黒小学校校区の一部（西部地区）と犬山市立楽田小学校校区の生徒が通学する。

## 沿革
- 1960年（昭和35年）9月 - 犬山市立楽田中学校[注釈 1]（旧・丹羽郡楽田村）、犬山市立羽黒中学校[注釈 2]（旧・丹羽郡羽黒村）、犬山市立池野中学校[注釈 3]（旧・丹羽郡池野村）を統合し、犬山市立南部中学校として開校。
- 1984年（昭和59年）4月 - 犬山市立東部中学校を分離する。校区の一部（羽黒地区の一部、池野地区）が南部中学校校区から東部中学校校区に移る。

## 交通アクセス
- 犬山市コミュニティバス楽田西部線、「南部中学校西」バス停より徒歩約3分。
- 名鉄小牧線羽黒駅下車、徒歩約25分。

## 周辺施設
- 犬山市立羽黒小学校
- 犬山市立羽黒子ども未来園
- 岐阜信用金庫楽田支店
- DCM犬山店
- ナフコトミダ犬山店
- 犬山工業団地
  - 稲葉製作所犬山工場
  - サントリー木曽川工場
  - 協同乳業東海工場
  - コーミ犬山工場
- お菓子の城